# Glutenina
La glutenina és una glutelina derivada del blat (Triticum). Aquesta juntament amb la gliadina formen el gluten.
A causa de la seva estructura polimèrica la glutenina és extremament elàstica i proporciona una alta extensibilitat. Gràcies a aquestes propietats, la glutenina és una de les proteïnes que dona força a la massa durant l'amassament. Juntament amb la gliadina aquesta proteïna té com a funció retenir el diòxid de carboni durant la fermentació i poder fer augmentar el volum a la massa de pa.

## Història

### Descobriment del gluten

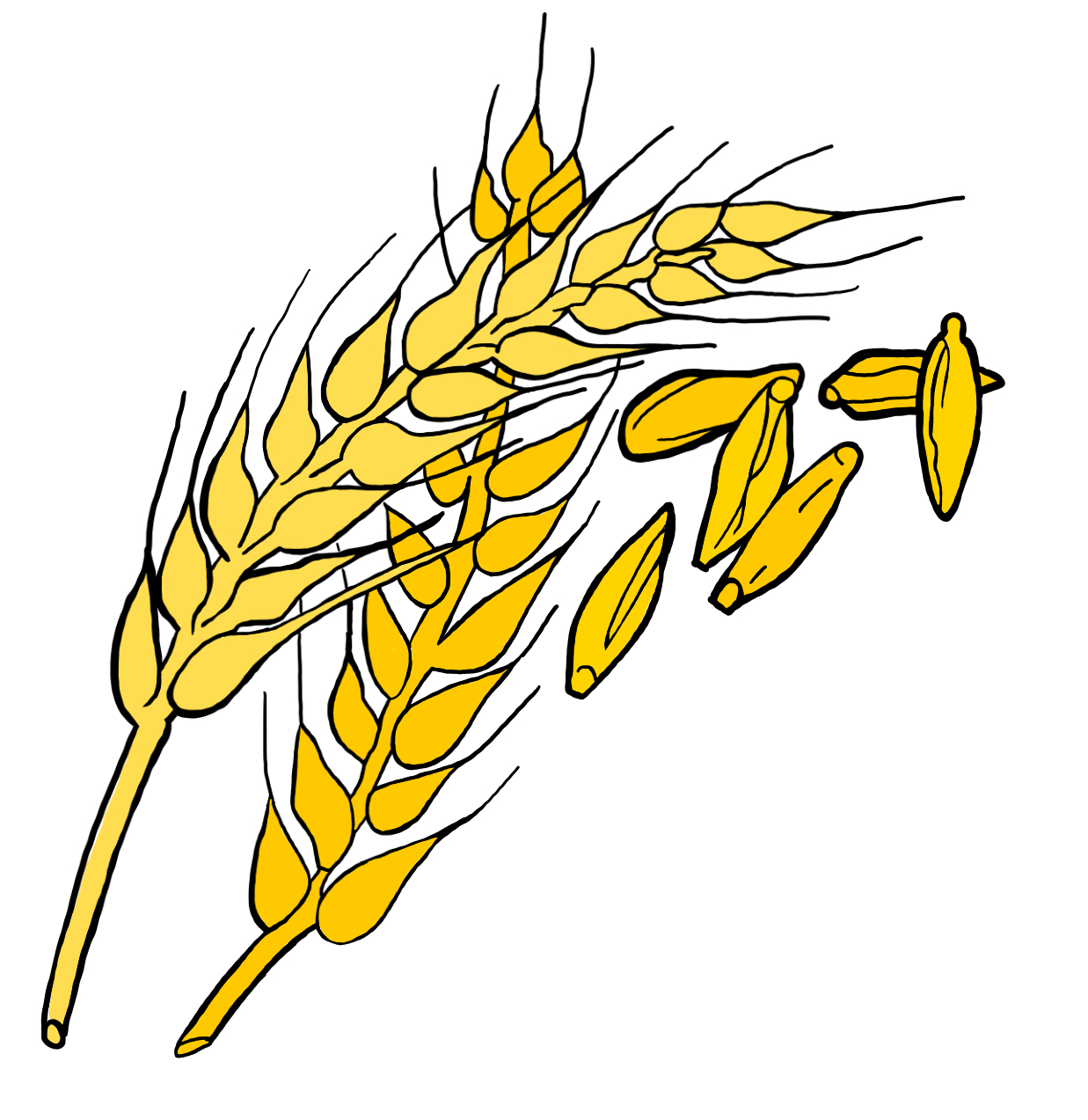
Blat (Triticum)

El descobriment de Jacopo Bartolomeo Beccari del gluten en la farina de blat va ser un important avanç en la comprensió de la proteïna. El 1728, Beccari va publicar les seves troballes sobre el gluten en el seu article "De Frumento", que va presentar a l'Accademia delle Scienze a Bolonya.
El descobriment de Beccari del gluten va ser el resultat de la seva curiositat per les propietats de la farina de blat. Va observar que quan la farina de blat es rentava amb aigua, es deixava enrere una substància elàstica i enganxosa. Beccari va anomenar aquesta substància "gluten", de la paraula llatina per cola. Va descriure el gluten com una "substància viscosa, tenaç i elàstica" que era essencial per a la producció de pa. El treball de Beccari va ser el primer estudi registrat sobre el gluten, i va establir les bases per a una major investigació sobre la proteïna.

### Separació en fraccions del gluten
La separació de Taddei del gluten en fraccions que eren solubles (gliadina) o insolubles (zimon, més tard anomenat glutenina) en alcohol va ser un avanç significatiu en la comprensió de la glutenina. El treball de Taddei va ajudar a identificar les diferents fraccions de gluten i les seves propietats. Va trobar que les gliadines eren responsables de l'extensibilitat de la massa, mentre que la glutenina era responsable de la seva elasticitat. Aquesta separació de les fraccions de gluten va ser un pas important en la comprensió de la glutenina i el seu paper en l'alimentació i el forn.

### Descobriment de la natura proteica de la glutenina
A principis del segle xx, la comprensió del gluten i la seva composició va canviar. Els investigadors van començar a adonar-se que la glutenina era una proteïna més que un midó, cosa que va marcar un punt d'inflexió clau en la investigació del gluten.
Una de les figures clau en aquesta transició va ser el químic nord-americà Alfred Osborne, que va dur a terme experiments pioners el 1907 que van determinar la naturalesa proteica de la glutenina. La investigació d'Osborne mostra que la glutenina és una proteïna complexa i no només una forma de midó com es pensava anteriorment. Degut a l’alt contingut de prolina (P) i glutamina (Q) entre els aminoàcids de les proteïnes del gluten va anomenar-les “prolamines”. D’aquesta manera, la gliadina i la glutenina també es coneixen com prolamina I i prolamina II, respectivament.
Un altre col·laborador notable va ser el químic alemany Max Kühn, que va publicar un estudi exhaustiu de les proteïnes de la farina de blat el 1930. La investigació de Kühn va proporcionar proves addicionals de la naturalesa proteica de glutenines i gliadines i va establir les bases per entendre aquestes proteïnes en el blat.

### Identificació de HMW-GS
Més endavant, diversos científics van identificar les subunitats de glutenina d'alt pes molecular (HMW-GS) en el gluten de blat, que són responsables de l'elasticitat i la força de la massa. Aquesta identificació de HMW-GS va ser un avanç significatiu en la comprensió de la glutenina. Va proporcionar informació sobre les propietats úniques de la massa de blat i va ajudar a establir la importància de la glutenina en el menjar i el pastís. La identificació de HMW-GS també va aplanar el camí per a una major recerca sobre la glutenina i el seu paper en l'alimentació i la salut.

## Classificació
La separació de glutenines mitjançant SDS-PAGE (àcronim de l'anglès Sodium dodecyl sulfate-polyacrylamide gel electrophoresis) mostra subunitats d'alt i baix pes molecular (GMW-GS i LMW-GS), que pesen de 75 a 120 kDA i de 30 a 74 kDa, respectivament. Les proteïnes LMW-GS inclouen aproximadament el 60% de les glutenines i tenen un major i més favorable efecte en les propietats de la massa que les HMW-GS. Aquesta classe es pot dividir en les subunitats de tipus B, C i D (que difereixen dels genomes A, B i D del blat) segons el seu punt isoelèctric i mobilitat electroforètica. La subunitat-B és el grup més gran. També es poden classificar segons el primer aminoàcid N-terminal en les subclasses tipus-m (metionina), tipus-s (serina) i tipus-i (isoleucina). Les proteïnes HMW-GS es classifiquen en les subunitats x i y basat en la seva mobilitat electroforètica i la massa molecular, que és 83000-88000 i 67000-74000 respectivament.
| Tipus    | Pes molecular (×10-3) | Proporcions respecte el total de proteïnes al gluten (%) | Composició parcial d'aminoàcids | Composició parcial d'aminoàcids | Composició parcial d'aminoàcids | Composició parcial d'aminoàcids | Composició parcial d'aminoàcids |
| Tipus    | Pes molecular (×10-3) | Proporcions respecte el total de proteïnes al gluten (%) | Gln                             | Pro                             | Phe                             | Tyr                             | Gly                             |
| -------- | --------------------- | -------------------------------------------------------- | ------------------------------- | ------------------------------- | ------------------------------- | ------------------------------- | ------------------------------- |
| x-HMW-GS | 83-88                 | 4-9                                                      | 37                              | 13                              | 0                               | 6                               | 19                              |
| y-HMW-GS | 67-74                 | 3-4                                                      | 36                              | 11                              | 0                               | 5                               | 18                              |
| LMW-GS   | 32-39                 | 19-25                                                    | 38                              | 13                              | 4                               | 1                               | 3                               |

## Estructura

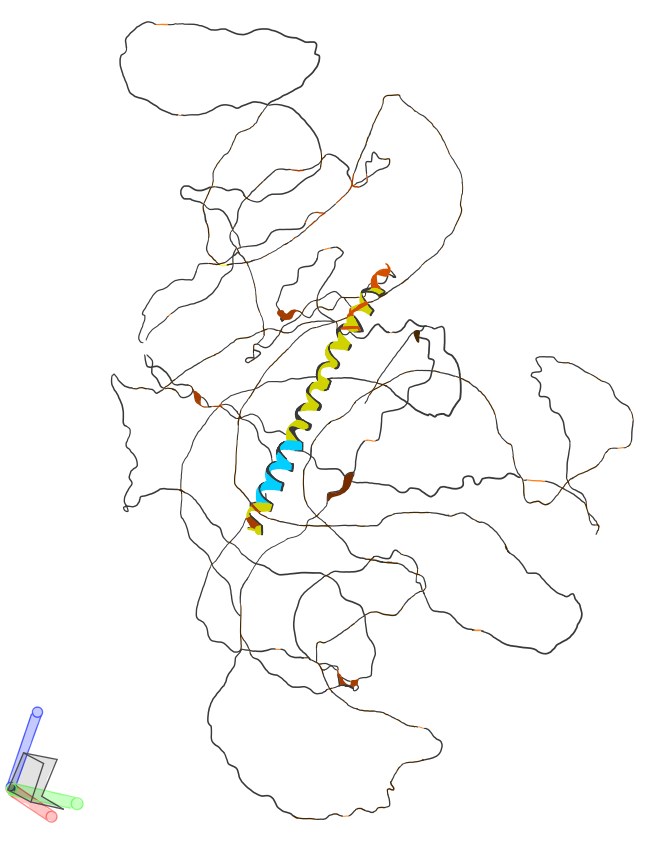
Predicció de l'estructura de la glutenina d'alt pes molecular (HMW-GS). L'organisme font és Aegilops comosa.

La glutenina, que representa el 50% del total de proteïnes a la farina, consisteix d'un gran conjunt de proteïnes polimèriques enllaçades mitjançant ponts disulfur inter i intramoleculars. Molts estudis consideren que es poden incloure entre les proteïnes més grans a la natura. El pes molecular de les glutenines s'ha reconegut com un dels principals determinants de les propietats de la massa i del rendimient del producte obtingut.

El tipus de proteïna predominant són les subunitats de glutenina LMW, la seva proporció és aproximadament el 20% del total de proteïnes al gluten. Les LMW-GS estan relacionades amb α/β- i γ-gliadines en pes molecular i composició d'aminoàcids. De la mateixa manera, contenen dos dominis diferents: el domini N-terminal (secció I a la figura), que consisteix d'unitats repetitives riques en glutamina i prolina (com per exemple QQQPPFS), i el domini C-terminal (seccions III-V), que és homòleg al de les α/β- i γ-gliadines. Les LMW-GS contenen vuit cisteïnes: sis en posicions homòlogues respecte les gliadines i dos altres únics d'aquestes glutenines.

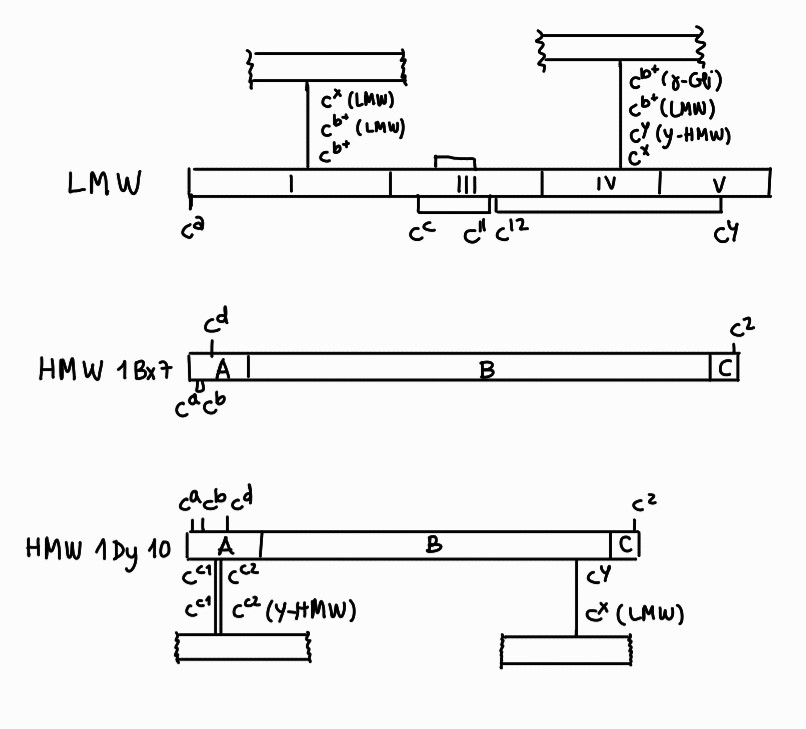
Estructura esquemàtica de les subunitats de glutenina i posició de les cisteïnes en aquestes.

Les subunitats de glutenina HMW formen part dels components menors de la família de proteïnes del gluten (≈10%). Cada tipus de blat conté de tres a cinc HMW-GS que poden agrupar-se en dos tipus diferents: el grup x i el grup y. La nomenclatura per una HMW-GS es basa en el genoma codificador (A, B, D), en el tipus (x, y) i en la mobilitat en SDS-PAGE. Les HMW-GS consisteixen en tres dominis estructurals: un domini N-terminal (A) no repetitiu comprès d'aproximadament 80-105 aminoàcids, un domini central (B) repetitiu d'aproximadament 480-700 aminoàcids i un domini C-terminal (C) de 42 aminoàcids. Els dominis A i C estan caracteritzats per la presència freqüent d'aminoàcids carregats i de la majoria de cisteïnes de la molècula. El domini B conté els hexapèptids repetitius (unitat QQPGQG) com a esquelet amb hexapèptids (p.e. YYPTSP) i tripèptids (p.e. QQP i QPG) inserits. La diferència més important entre els tipus x i y es troba en els dominis A i B. Per exemple, el tipus-y té una inserció de 18 aminoàcids incloent dues cisteïnes seguides en el domini A, i les unitats repetitives típiques són menys freqüents i es troben més modificades en el domini B. Com que les HMW-GS no es troben com monòmers en la farina i la massa, s'assumeix que formen enllaços disulfur intercadena. El tipus-x (excepte la subunitat Dx5) té quatre cisteïnes, tres al domini A i una al C. Dos aminoàcids del domini A es troben units per una intracadena i els altres per ponts disulfur intercadena. La subunitat Dx5 té una cisteïna addicional al principi del domini B i es suggereix que aquesta pot formar un altre enllaç intercadena. El tipus-y té cinc cisteïnes en el domini A i una en cadascun dels dominis B i C. En l'actualitat només s'han trobat enllaços intercadena entre les cisteïnes del domini A amb aminoàcids d'una altra proteïna de tipus-y i per la cisteïna del domini B amb una cisteïna de LMW-GS.
Quant a l'estructura secundària de la HMW-GS, diversos estudis del domini B repetitiu han indicat la presència de β-girs inversos. Es prediu que aquests s'encreuen i formen una espiral distesa que contribueix en l'elasticitat del gluten. Es proposa també que dominis no-repetitius A i C tenen una estructura globular amb α-helix.
Tot i això, una limitació de tots aquests models és que el rol de les subunitats LMW no s'explica adequadament. Aquests comprenen un 65-70% del total de la glutenina, i per això es creu que han de formar branques laterals extensives a les subunitats HMW i/o ha d'existir una població substancial de petits polímers i oligòmers compresos solament per subunitats LMW.

## Funció
La glutenina és responsable de proporcionar la fermesa al pa quan aquest es cou al forn, aquest efecte es realitza a causa de l'increment i estabilitat de la xarxa de proteïnes quan aquestes s'enllacen mitjançant l'enllaç disulfur desenvolupant cadenes llargues durant l'amassament del pa.
Dins de les proteïnes del gluten, cadascuna té la seva pròpia funció. Mentre que les gliadines hidratades tenen poca elasticitat i són menys cohesives, contribueixen principalment a la viscositat i extensibilitat de la massa. En contrast, les glutenines hidratades són responsables de l'elasticitat i la força de la massa. Per simplificar, el gluten és com un “adhesiu de dos components”, en el qual les gliadines són el “solvent” per les glutenines. Per tant, una barreja concreta de les dues classes és essencial per obtenir les propietats viscoelàstiques de la massa i una bona qualitat del producte final. Múltiples estudis han demostrat que les propietats de la massa estan fortament influenciades per les quantitats de HMW-GS. Entre les glutenines d'alt pes molecular, s'ha trobat que la contribució del tipus-x és més important que la del tipus-y.

## Propietats
Les glutenines, dins de les proteïnes del gluten, són aquelles insolubles en alcohols aquosos. Després de reduir els enllaços disulfur, les subunitats de glutenina mostren una solubilitat als alcohols aquosos similar a la de les gliadines.
La seva propietat més rellevant és l'alta elasticitat i extensibilitat, causada per la seva estructura polimèrica. Gràcies a aquesta característica aquesta proteïna, junt amb les gliadines, és responsable de l’elasticitat de la massa de farina així com la consistència elàstica i esponjosa del pa i les masses enfornades. Aquesta textura lleugera i esponjosa s'aconsegueix mitjançant la formació d’una xarxa elàstica que atrapa les bombolles de gas produïdes per la fermentació.

## Aplicacions
La glutenina té una gran importància en l'elasticitat de la massa del pa i altres productes. És per això que la seva principal aplicació és la producció de productes derivats del blat com ho és el pa. A més a més s'utilitza en la fabricació de pasta i altres porcessats. També s'està explorant la glutenina per diferents aplicacions biomèdiques.

## Genètica

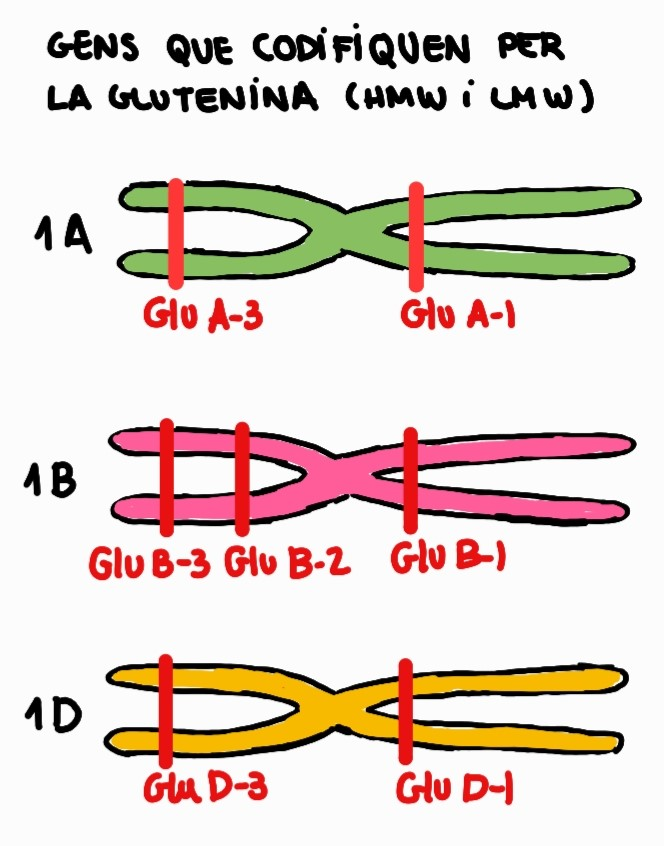
Posició dels gens codificants per les diferents subunitats de glutenina en el cromosoma 1.

La proteïna glutenina es troba codificada al cromosoma 1 de les cèl·lules de blat i altres cereals. Tal com ja s'ha explicat prèviament, hi ha dues classes de glutenines: les HMW-GS i les LMW-GS.
Els gens HMW-GS i LMW-GS es troben localitzats en els locus Glu-A1, B1 i D1 (en el braç llarg del cromosoma) i Glu-A3, Glu-B3 i Glu-D3 (en el braç curt) dels cromosomes de l’homòleg grup 1, respectivament.
Els locus Glu-1 tenen dos gens relacionats amb les subunitats de tipus x i y cadascun amb múltiples al·lels. Com que els dos gens es troben fortament lligats, la recombinació és poc comú i les subunitats de tipus-x i tipus-y són normalment heretades com "parells al·lèlics".
Els gens codificant LMW-GS són més complexos i cadascun dels locus Glu-3 conté múltiples gens amb dos o més al·lels. Diversos estudis genòmics han revelat que els locus Glu-3 estan relacionats amb locus Gli-1, que codifiquen LMW-GS a més de codificar gens de γ - i ω-gliadina. De la mateixa manera, les subunitats C i D de LMW-GS són molt similars en seqüència a les α-/γ- i ω-gliadines, respectivament.

## Punt de vista nutricional

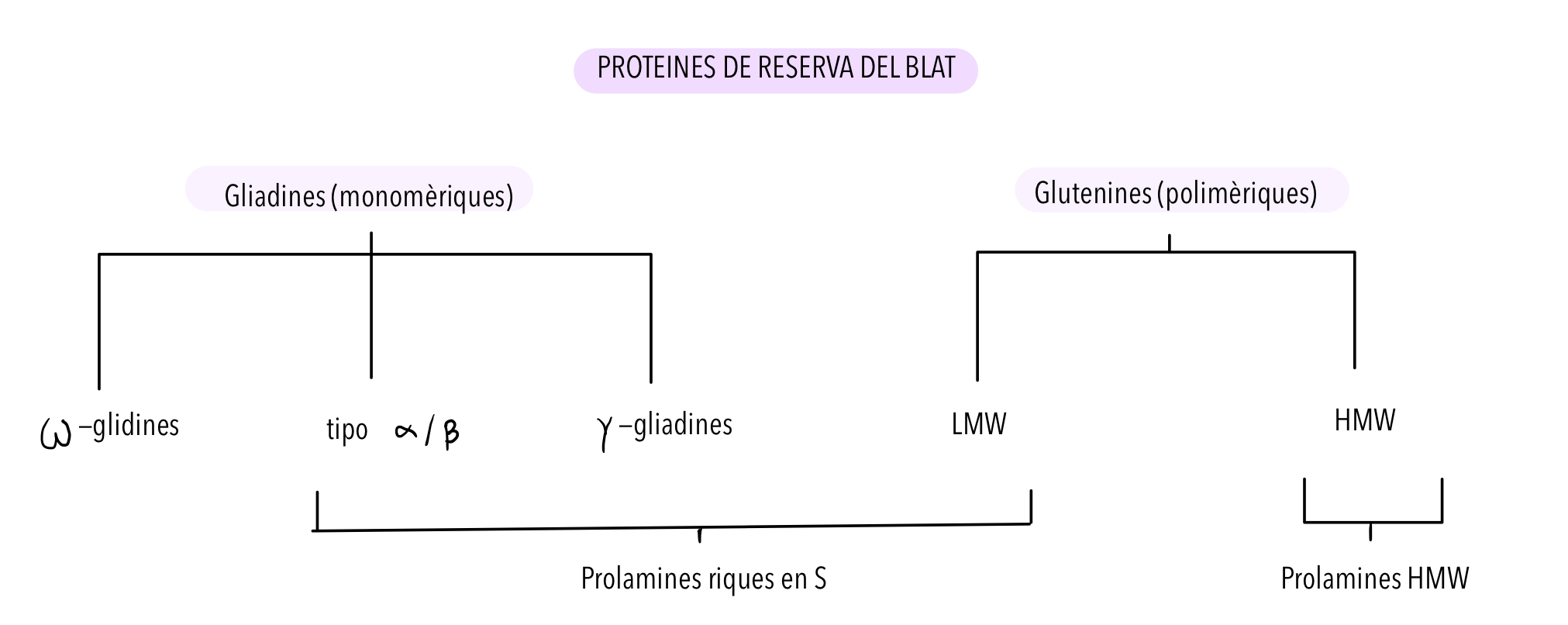
Esquema de les proteïnes de reserva del blat.

Des d'un punt de vista nutricional, per parlar de la glutenina, parlarem del gluten.
Aquest, és una glucoproteïna (formada per 2 glucoproteïnes: gliadina i la mateixa glutenina) amb un baix valor nutricional i biològic. Això és degut al fet que manca de tots els aminoàcids essencials, però, per altra banda, té un alt valor tecnològic; és el responsable de l'elasticitat de la massa de farina i confereix la consistència i esponjositat dels pans i masses fornejades.
Les glutenines són solubles en àcids o bases diluïdes. Són polimèriques (d'alt pes molecular, formades per la unió de monòmers) i poden tenir alt pes molecular o baix pes molecular.

## Malalties associades
La glutenina és una de les dues proteïnes que formen el gluten, per tant, quan es parla de malalties associades a la glutenina realment es parla de malalties associades al gluten.
Les persones que no toleren el gluten les relacionem amb la malaltia celíaca, que és una malaltia digestiva que malmet el revestiment de l'intestí prim i altera l'absorció de les vitamines, els minerals i la resta de nutrients que contenen els aliments.